# Bobrycz
Bobrycz (biał. Бобрыч, ros. Бобрич) – przystanek kolejowy w miejscowości Aholickaja Rudnia, w rejonie petrykowskim, w obwodzie homelskim, na Białorusi. Leży na linii Homel - Łuniniec - Żabinka.